# Armata del Potomac
L'Armata del Potomac fu la maggiore armata unionista nel teatro d'operazioni orientale della Guerra di secessione americana.

## Storia
L'Armata del Potomac fu creata nel 1861. Inizialmente, la dimensione dell'armata fu equivalente approssimativamente a un corpo d'armata (attorno a 30,000 soldati) rispetto alle dimensioni che avrebbe assunto a seguito delle fasi iniziali della guerra (più di 100,000 soldati). Iniziò come Armata della Virginia Nord-Orientale, ma ricevette il nome per cui è maggiormente famosa già nel luglio di quell'anno. Ebbe numerosi comandanti e ricevette molte modifiche strutturali. Fu infine smobilitata nel 1865, dopo che la guerra si era conclusa.
Il nome di Armata del Potomac fu anche il nome dato all'armata del Generale confederato Pierre Gustave Toutant de Beauregard durante le prime fasi della guerra (precisamente la prima battaglia di Bull Run). Tuttavia il nome fu alla fine cambiato in Armata della Virginia Settentrionale, diventata successivamente famosa sotto il comando del Generale Robert E. Lee.
Alcuni credono che l'Armata della Virginia del Generale John Pope fosse un altro nome di questa Armata, ma, nel periodo in cui esistette l'Armata della Virginia, l'Armata del Potomac era ancora attiva nella Penisola e il Generale George B. McClellan ancora ne era al comando.

## Comandanti
- Brigadier Generale Irvin McDowell: Comandante dell'Armata e del Dipartimento della Virginia Nord-Orientale (27 maggio – 25 luglio 1861)
- Maggior Generale George B. McClellan: Comandante della Divisione Militare del Potomac e più tardi dell'Armata e del Dipartimento del Potomac (26 luglio 1861 – 9 novembre 1862)
- Maggior Generale Ambrose E. Burnside: Comandante dell'Armata del Potomac (9 novembre 1862 – 26 gennaio 1863)
- Maggior Generale Joseph Hooker: Comandante dell'Armata e del Dipartimento del Potomac (26 gennaio – 28 giugno 1863)
- Maggior Generale George G. Meade: Comandante dell'Armata del Potomac (28 giugno 1863 – 28 giugno 1865;

Il Maggior Generale John G. Parke assunse per breve periodo, per quattro volte, il comando interinale durante le assenze di Meade).

## Maggiori battaglie e Campagne
- Prima Campagna di Bull Run o Prima Manassas: McDowell
- Campagna peninsulare, incluse le Battaglie dei Sette Giorni: McClellan
- Battaglia di Antietam o di Sharpsburg: McClellan
- Battaglia di Fredericksburg: Burnside
- Battaglia di Chancellorsville: Hooker
- Battaglia di Gettysburg: Hooker, poi Meade dal 28 giugno 1863
- Battaglia di Mine Run: Meade
- Battaglia di Overland: Meade
- Campagna Richmond-Petersburg, inclusa la Battaglia del Cratere: Meade
- Campagna di Appomattox, inclusa la resa di Lee aa Appomattox Court House: Meade

Dalla Campagna Overland alla fine della guerra, il Ten. Gen. Ulysses S. Grant s'associò al Quartier Generale di Meade e supervisionò le azioni dell'Armata del Potomac insieme con tutte le altre forze militari dell'Unione, ma Meade rimase formalmente al comando.